# Gréda József
Gréda József (Nagyvárad, 1911. június 18. – Tel-Aviv, Izrael, 2000. január 23.) erdélyi magyar költő, író, műfordító.

## Életútja
Középiskolát szülővárosában végzett, majd Frankfurt am Main városában közgazdasági tanulmányokat folytatott (1931–33). Nagyváradon kereskedelmi tisztviselő. 1944-ben Auschwitzba deportálták, hazatérve újra tisztviselő, majd 1950-től a nagyváradi Állami Színház irodalmi titkára, 1961-től Izraelben élt, a Tel-Aviv-i Új Kelet munkatársaként működött.

## Munkássága
Első verseit és fordításait a Cimbora közölte; 1927-ben tolmácsolásában adták ki Merre c. alatt Erich Kästner verseinek első magyar gyűjteményét. A régi Korunk, Brassói Lapok és Új Kelet, majd a II. világháború után az Igaz Szó, Utunk, Előre s a budapesti Irodalmi Újság közölte írásait; majd az Új Kelet Tel Aviv-ban megjelenő új folyamának belső munkatársa, s figyelemmel kísérte a romániai irodalmi élet eseményeit.
Mintegy 40 színdarabot fordított magyarra, köztük Horia Lovinescu A lerombolt fellegvár című darabját (könyvalakban 1956) és spanyolból Pedro Calderón de la Barca Szoknyás kobold című verses vígjátékát. Fordításában jelentek meg magyarul Cezar Bolliac (1953), Alexandru Toma (1950), Cicerone Theodorescu (1957) válogatott versei, magyarra ültette át B. P. Haşdeu Răzvan és Vidra című eposzát (1969), Mihai Eminescu több versét. Fordított oroszból is. Bábszínházak számára több eredeti darabot írt. Mai héber költők címen összegyűjtött műfordításainak gyűjteményét már Tel-Avivban (1971), A hajdani kert című jiddis költő-antológiáját Budapesten adták ki (1971). Néhány verse Avigdor Hámeiri fordításában héberül is megjelent.

## Könyvei
- Költők idegenben. Emigráns költők antológiája; ford., vál. Gréda József; Új Kelet, Cluj, 1940
- Könyvelni gyerekjáték! Kettőskönyvviteli gyorstankönyv; szerzői, Nagyvárad, 1944
- Fogózz a semmibe; Grafika, Nagyvárad, 1945
- Hegedűszó. Versek; Irodalmi és Művészeti, Bukarest, 1955
- Mai héber izráeli költők. Antológia; ford., szerk. Gréda József, bev. Itamár Jáoz-Keszt; Eked, Tel-Aviv, 1971
- A hajdani kert. Jiddis költők; vál., ford., jegyz., utószó Gréda József; Európa, Bp., 1986
- Fogóddz a semmibe. Lágerversek / Echoz baein-heot. Shire hamachane hachashmada; ivritre ford. Avigdor Hameiri, Itamar Jaoz-Keszt, Jakov Gat; 2., kiad.; Eked, Tel-Aviv, 1989
- Peszáchi Hágádá. Az őrködés éjszakája. Új magyar fordítás útmutatóval és kommentárokkal; főszerk. Oberlander Baruch, szerk. és komment. Naftali Kraus, ford. Gréda József; Magyar Könyvklub–Chábád Lubavics Zsidó Nevelési és Oktatási Egyesület, Bp., 1999